# مسار حر وسطي

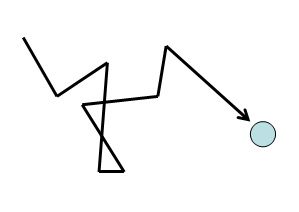

في الفيزياء، المسار الحر الوسطي هو القيمة المتوسطة للمسار الذي يقطعه جسيم (ذرة، فوتون، إلكترون،...) بين تصادمين متتاليين.
تتعلق قيمة هذا المسار الوسطي بأبعاد الجسيم وكثافة الوسط الذي تتحرك خلاله (عدد جسيماته في وحدة الحجم).
على سبيل المثال، في حالة حزمة جسيمات متحركة بسرعة عالية تعطى علاقة المسار الوسطي الحر على الشكل :
{\displaystyle l={\frac {1}{n\sigma }}}
حيث n كثافة الجزيئات في وحدة الحجم وσ مقطع التصادم.
في حال توزيع مكسويلي لسرعات الجسيمات، تكتب العلاقة على الشكل :
{\displaystyle l={\frac {1}{n\sigma {\sqrt {2}}}}}

## مثال
في درجة حرارة الغرفة 25° مئوية وضغط 1 ميللي تور، تبلغ قيمة المسار الوسطي الحر لذرات غاز الأرغون 8 سم.